# 에너지신문
에너지신문(Energy News)은 2010년 10월 4일에 창간된 대한민국의 신문이다.

## 개요
가스, 석유, 전력, 원자력, 지역난방, 신재생에너지, 환경, 에너지 수요관리, 에너지안전, 에너지 부품 및 유통산업, 글로벌 에너지 이슈 등을 포괄하는 온-오프라인 통합 에너지 전문신문이다.
주 1회 오프라인으로 주간 에너지신문을 발행하고 있으며, 월요일부터 금요일까지 이메일 뉴스레터 서비스인 일간 에너지신문을 발행하고 있다. 온라인 웹사이트도 운영 중이다.
국가 에너지정책 및 에너지원별 이슈에 대한 토론의 장을 마련하기 위해 국내외 에너지산업 전문가 그룹이 참여하는 국제회의인 아시아태평양가스컨퍼런스(APGC) 등 에너지 전문분야의 각종 컨퍼런스를 매년 개최하고 있다.

## 계열사
- 부설 에너지물류연구원